# Sentenac-de-Sérou
Sentenac-de-Sérou település Franciaországban, Ariège megyében. Lakosainak száma 47 fő (2022. január 1.). Sentenac-de-Sérou Le Bosc, Boussenac, Esplas-de-Sérou és Montagagne községekkel határos.

## Népesség
A település népessége az elmúlt években az alábbi módon változott:
| Lakosok száma | 22   | 40   | 25   | 35   | 38   | 43   | 52   | 56   | 58   | 47   |
|               | 1968 | 1982 | 1990 | 2006 | 2013 | 2015 | 2017 | 2019 | 2020 | 2022 |